# كليفلاند وينسلو
كليفلاند وينسلو (بالإنجليزية: Cleveland Winslow)‏ هو عسكري أمريكي، ولد في 26 مايو 1836 في ميدفورد في الولايات المتحدة، وتوفي في 7 يوليو 1864 في الإسكندرية في الولايات المتحدة.